# Пливање на Летњим олимпијским играма 1904 — штафета 4 х 50 јарди слободно за мушкарце
Пливачака дисциплина штафета 4 х 50 јарди слободно за мушкарце била је једна од десет пливачких дисциплина на програму Летњих олимпијских игара 1904. у Сент Луису. Пошто је ово било једино пливачко такмичење у историји олимпијског пливања у којем су се поједине деонице мериле у јардима, то је и ова дисциплина први и једини пут била на олимпијском програму.
Такмичење је одржано 7. септембра 1904. Учествовала су четири америчка пливачка клуба са по четири пливача.

## Финале
Због малог броја штафета није било предтакмичења, па су сва четири директно учествовале у финалу.
|    | Joseph Ruddy, Лео Гудвин, Луис Хендли и Чарлс Данијелс          | САД (Њујоршки атлетски клуб )       | 2:04,6 |
|    | Дејвид Хамонд, Бил Татле, Hugo Goetz и Рејмонд Торн             | САД, (Чикашка атлетска асоцијација) | неп.   |
|    | Amedee Reyburn, Gwynne Evans, Марквард Шварц и William Orthwein | САД, (Мисури атлетски клуб)         | неп.   |
| 4. | Едгар Адамс, Дејвид Братон, George van Cleaf и David Hesser     | САД, (Њујоршки атлетски клуб )      | неп.   |